# آلان أندرو واتسون
آلان أندرو واتسون (بالإنجليزية: Alan Andrew Watson)‏ (و. 1938 – م) هو فيزيائي، وعالم فلك من المملكة المتحدة .
وهو عضواً في الجمعية الملكية (منذ 2000) .

## التعليم
تعلم في جامعة إدنبرة

## مناصب وهيئات
أدار جامعة ليدز (1964–2003).

## جوائز
حصل على جوائز منها:
- زميل في الجمعية الملكية (2000).